# BWF International Challenge 2024
Die BWF International Challenge 2024 war die 18. Auflage der BWF International Challenge im Badminton.

## Turniere und Sieger
| Veranstaltung                   | Herreneinzel                  | Dameneinzel             | Herrendoppel                                         | Damendoppel                                     | Mixed                                       |
| ------------------------------- | ----------------------------- | ----------------------- | ---------------------------------------------------- | ----------------------------------------------- | ------------------------------------------- |
| Iran Fajr International         | Nguyễn Hải Đăng               | Lo Sin Yan              | Krishna Prasad Garaga K. Sai Pratheek                | Jaqueline Lima Sâmia Lima                       | Sathish Kumar Karunakaran Aadya Variyath    |
| Sri Lanka International         | Kartikey Gulshan Kumar        | Isharani Baruah         | Rahmat Hidayat Yeremia Rambitan                      | Pichamon Phatcharaphisutsin Nannapas Sukklad    | Ashith Surya Amrutha Pramuthesh             |
| Azerbaijan International        | Jeon Hyeok-jin                | Malvika Bansod          | Ondřej Král Adam Mendrek                             | Gabriela Stoeva Stefani Stoeva                  | Sathish Kumar Karunakaran Aadya Variyath    |
| Uganda International            | Lê Đức Phát                   | Aakarshi Kashyap        | M. R. Arjun Dhruv Kapila                             | Paula Cao Hok Lauren Lam                        | Sathish Kumar Karunakaran Aadya Variyath    |
| Vietnam International           | Huang Ping-hsien              | Sim Yu-jin              | Chiu Hsiang-chieh Liu Kuang-heng                     | Laksika Kanlaha Phataimas Muenwong              | Pakkapon Teeraratsakul Phataimas Muenwong   |
| Polish Open                     | Victor Ørding Kauffmann       | Anupama Upadhyaya       | M. R. Arjun Dhruv Kapila                             | Hsu Yin-hui Lin Jhih-yun                        | Ty Alexander Lindeman Josephine Wu          |
| Thailand International          | Panitchaphon Teeraratsakul    | Riko Gunji              | Kang Khai Xing Aaron Tai                             | Laksika Kanlaha Phataimas Muenwong              | Pakkapon Teeraratsakul Phataimas Muenwong   |
| Kazakhstan International        | Tharun Mannepalli             | Anupama Upadhyaya       | Lucas Corvée Ronan Labar                             | Kaho Osawa Mai Tanabe                           | Wong Tien Ci Lim Chiew Sien                 |
| Osaka International             | abgesagt                      | abgesagt                | abgesagt                                             | abgesagt                                        | abgesagt                                    |
| Mexico International            | Ryoma Muramoto                | Ishika Jaiswal          | Seiya Inoue Haruki Kawabe                            | Polina Buhrova Yevheniia Kantemyr               | Luis Montoya Miriam Rodríguez               |
| Luxembourg Open                 | Alex Lanier                   | Hina Akechi             | William Kryger Boe Christian Faust Kjær              | Miki Kanehiro Rui Kiyama                        | Grégoire Deschamp Iben Bergstein            |
| Denmark International           | Yushi Tanaka                  | Riko Gunji              | William Kryger Boe Christian Faust Kjær              | Laksika Kanlaha Phataimas Muenwong              | Jesper Toft Clara Graversen                 |
| Nantes International            | Alex Lanier                   | Line Christophersen     | Andreas Søndergaard Jesper Toft                      | Chloe Birch Estelle van Leeuwen                 | Jesper Toft Amalie Magelund                 |
| Réunion Open                    | Tharun Mannepalli             | Tasnim Mir              | Julien Maio William Villeger                         | Kaho Osawa Mai Tanabe                           | Julien Maio Léa Palermo                     |
| Northern Marianas Open          | Cheng Kai                     | Kaoru Sugiyama          | Takumi Nomura Yuichi Shimogami                       | Mizuki Otake Miyu Takahashi                     | Yuichi Shimogami Sayaka Hobara              |
| Saipan International            | Justin Hoh                    | Riko Gunji              | Takumi Nomura Yuichi Shimogami                       | Kokona Ishikawa Mio Konegawa                    | Hiroki Nishi Akari Sato                     |
| Maldives International          | abgesagt                      | abgesagt                | abgesagt                                             | abgesagt                                        | abgesagt                                    |
| Indonesia International         | Yohanes Saut Marcellyno       | Hina Akechi             | Ki Dong-ju Kim Jae-hyeon                             | Miki Kanehiro Rui Kiyama                        | Jafar Hidayatullah Felisha Pasaribu         |
| Lagos International Classics    | Lê Đức Phát                   | Shreya Lele             | Pruthvi Krishnamurthy Roy Vishnuvardhan Goud Panjala | Kavipriya Selvam Simran Singhi                  | Sathwik Reddy Kanapuram Vaishnavi Khadkekar |
| Belgian International           | Julien Carraggi               | Anmol Kharb             | Ties van der Lecq Brian Wassink                      | Julie MacPherson Ciara Torrance                 | Rasmus Espersen Amalie Cecilie Kudsk        |
| Malaysia International          | Minoru Koga                   | Riko Gunji              | Solomon Padiz Julius Villabrille                     | Naru Shinoya Nao Yamakita                       | Amri Syahnawi Nita Violina Marwah           |
| Turkey International            | Kalle Koljonen                | Keisha Fatimah Az Zahra | Julien Maio William Villeger                         | Paula López Lucía Rodríguez                     | Julien Maio Léa Palermo                     |
| Bendigo International           | Shogo Ogawa                   | Tanya Hemanth           | Chen Cheng-kuan Po Li-wei                            | Hsu Yin-hui Lin Jhih-yun                        | Wesley Koh Jin Yujia                        |
| Sydney International            | Huang Ping-hsien              | Tung Ciou-tong          | Hiroki Midorikawa Kyohei Yamashita                   | Hsu Yin-hui Lin Jhih-yun                        | Chen Cheng-kuan Hsu Yin-hui                 |
| North Harbour International     | Karono                        | Tsai Hsin-pei           | Hiroki Midorikawa Kyohei Yamashita                   | Lee Chih-chen Lin Yen-yu                        | Chen Cheng-kuan Lee Chih-chen               |
| Indonesia International         | Koo Takahashi                 | Yataweemin Ketklieng    | Rahmat Hidayat Yeremia Rambitan                      | Lanny Tria Mayasari Siti Fadia Silva Ramadhanti | Jafar Hidayatullah Felisha Pasaribu         |
| Dutch Open                      | Mads Christophersen           | Kisona Selvaduray       | Rasmus Espersen Christian Faust Kjær                 | Gabriela Stoeva Stefani Stoeva                  | Callum Hemming Estelle van Leeuwen          |
| India International             | Rithvik Sanjeevi Satish Kumar | Isharani Baruah         | Pruthvi Krishnamurthy Roy K. Sai Pratheek            | Priya Konjengbam Shruti Mishra                  | Rohan Kapoor Ruthvika Shivani               |
| India Chattisgarh International | Mithun Manjunath              | Rakshitha Ramraj        | Hariharan Amsakarunan Ruban Kumar Rethinasabapathi   | Arathi Sara Sunil Varshini Viswanath Sri        | Rohan Kapoor Ruthvika Shivani               |
| Irish Open                      | Nhat Nguyen                   | Sakura Masuki           | William Kryger Boe Christian Faust Kjær              | Natasja P. Anthonisen Maiken Fruergaard         | Callum Hemming Estelle van Leeuwen          |
| Scottish Open                   | Julien Carraggi               | Julie Dawall Jakobsen   | William Kryger Boe Christian Faust Kjær              | Debora Jille Sara Thygesen                      | Alexander Dunn Julie MacPherson             |
| Canadian International          | Brian Yang                    | Juliana Viana Vieira    | Chen Zhi-yi Presley Smith                            | Lin Wan-ching Liu Chiao-yun                     | Fabrício Farias Jaqueline Lima              |
| Bangladesh International        | Viren Nettasinghe             | Polina Buhrova          | Lau Yi Sheng Lee Yi Bo                               | Kodchaporn Chaichana Pannawee Polyiam           | Terry Hee Jin Yujia                         |
| Nepal International Challenge   | Meiraba Luwang Maisnam        | Lalinrat Chaiwan        | Lau Yi Sheng Lee Yi Bo                               | Kisona Selvaduray Yap Rui Chen                  | Lau Yi Sheng Yap Rui Chen                   |